# Psychotria sordida
Espèce
Synonymes
- Uragoga sordida (Thwaites) Kuntze[1]

Statut de conservation UICN

 EN B1+2c : En danger
Psychotria sordida est une espèce de plantes de la famille des Rubiaceae.

## Publication originale
- Enumeratio Plantarum Zeylaniae 149. 1859.